# Platanichthys platana
Platanichthys platana är en fiskart som först beskrevs av Regan, 1917.  Platanichthys platana ingår i släktet Platanichthys och familjen sillfiskar. Inga underarter finns listade i Catalogue of Life.